# Sarah Schröder
Sarah Preußner (* 17. Januar 1991 in Recklinghausen als Sarah Schröder) ist eine deutsche Fußballspielerin, die bei der SG 99 Andernach unter Vertrag steht.

## Karriere
Preußner begann ihre Karriere unter ihrem Mädchennamen Schröder beim 1. FFC Recklinghausen, von wo sie zur SG Wattenscheid 09 wechselte. Dort kam sie in der Saison 2007/08 zu ihren ersten Einsätzen in der Bundesliga. Nachdem die SG Wattenscheid 09 in dieser Saison in die 2. Bundesliga abstieg und in der Saison 2008/09 den Wiederaufstieg verpasste, wechselte Schröder in der Saison 2009/10 zum Bundesligisten SC 07 Bad Neuenahr, wo sie bis zum Ende der Saison 2012/13 unter Vertrag stand.
Nach einer Auszeit als aktive Spielerin nach der Geburt ihres Sohnes und ihrer Hochzeit im Jahr 2015, gab Sarah Schröder als Sarah Preußner ihr Comeback beim damaligen Regionalligisten SG 99 Andernach. In der Saison 2017/18 spielte sie, auch wegen ihrer parallelen Karriere für ein regionales Bankunternehmen, nach einer Einwechslung nur 2 Minuten für den SG 99 Andernach, welcher in dieser Saison in der 2. Frauen-Bundesliga spielte. In der Hinrunde der Saison 2018/19 entwickelte sich Preußner zu einer Stammspielerin und machte insgesamt sechs Spiele und erzielte im Auswärtsspiel gegen Saarbrücken ihr erstes Tor in einem Pflichtligaspiel seit rund 10 Jahren.